# Stano Kropilák
Stanislav Kropilák, detto Stano (Kremnica, 10 giugno 1955 – Bratislava, 14 ottobre 2022), è stato un cestista cecoslovacco.

## Carriera
Con la Cecoslovacchia ha disputato due edizioni dei Giochi olimpici (Montréal 1976, Mosca 1980), due dei Campionati mondiali (1978, 1982) e sette dei Campionati europei (1975, 1977, 1979, 1981, 1983, 1985, 1987).

## Palmarès
- Campionato cecoslovacco: 5

Inter Bratislava: 1978-79, 1979-80, 1982-83, 1984-85
Pardubice: 1983-84